# Réchauffement stratosphérique soudain
 (février 2018).
Si vous disposez d'ouvrages ou d'articles de référence ou si vous connaissez des sites web de qualité traitant du thème abordé ici, merci de compléter l'article en donnant les références utiles à sa vérifiabilité et en les liant à la section « Notes et références ».
Un réchauffement stratosphérique soudain (en anglais sudden stratospheric warming ou SSW) est un phénomène météorologique où le vortex polaire dans l'hémisphère hivernal voit ses vents généralement d'ouest ralentir ou même s'inverser en quelques jours. Le changement est dû à une élévation de la température stratosphérique de plusieurs dizaines de kelvins au-dessus du vortex.
Durant un hiver habituel de l'hémisphère nord, plusieurs événements de réchauffement mineur stratosphérique se produisent, avec un événement majeur se produisant environ à tous les deux ans. Dans l'hémisphère sud, ils semblent moins fréquents et moins bien compris.

## Historique

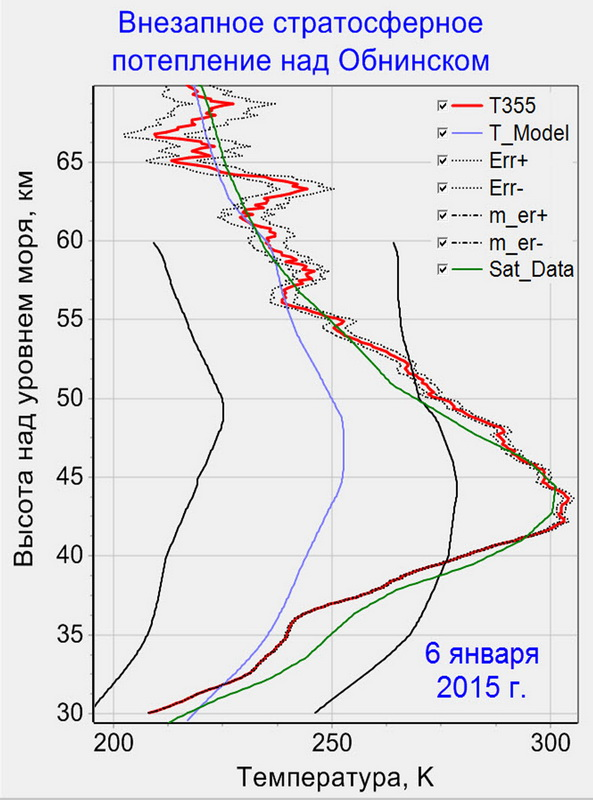
Graphique du réchauffement stratosphérique soudain au-dessus d'Obninsk.

Les premières mesures continues de la stratosphère furent prises par Richard Scherhag en 1951. Il utilisa des radiosondes pour prendre des lectures de température fiables dans la haute stratosphère (~40 km d'altitude). C'est sa persistance qui l'a amené à assister au premier réchauffement stratosphérique observé le 27 janvier 1952.
Après sa découverte, Scherhag avait réuni une équipe de météorologues spécifiquement pour étudier la stratosphère à l'Université libre de Berlin. Ce groupe avait continué à cartographier la température stratosphérique et la hauteur géopotentielle de celle-ci dans l'hémisphère nord pendant de nombreuses années en utilisant des radiosondes et des fusées-sondes.
En 1979, les mesures météorologiques par satellites sont devenues beaucoup plus fréquentes. Bien qu'elles  eussent été principalement utilisées pour la troposphère, elles avaient également enregistré des données pour la stratosphère. Aujourd'hui, les satellites, les radiosondes stratosphériques et d'autres instruments sont utilisés pour mesurer la stratosphère. L'image ci-contre montre ainsi en rouge la température mesurée selon les données de détection d'un lidar, la bleue est celle du modèle CIRA-1986, la verte est la donnée du satellite Aura/MLS.
Une corrélation entre une forte distorsion de la circulation troposphérique fut graduellement associée à des événements soudains majeurs de réchauffement stratosphérique (Sudden Stratospheric Warning ou SSW). Cette distorsion consiste principalement en l'affaiblissement des ondes de plus petite échelle à l’échelle synoptique et le développement d'une situation de blocage du flux atmosphérique au-dessus d'une région terrestre. Par exemple dans une étude de 1988, les anomalies de température, de précipitations et de formations de dépressions météorologiques lors de 17 mois de janvier et février aux États-Unis furent comparées en distinguant les mois ayant un SSW et les autres. Lors des mois de SSW marqués, d'intenses anomalies froides et sèches se développèrent au centre du continent, l'activité cyclonique diminua de 25% à travers les États-Unis (le plus fortement le long de la côte ouest) et des anomalies de la trajectoire des tempêtes hivernales furent observées sur le Pacifique Est, le golfe du Mexique, l'Atlantique, et le nord-est du Canada.

## Classification
Généralement, les météorologues classent la décomposition des vortex polaires par le réchauffement stratosphérique en trois catégories: majeure, mineure et finale. Parfois, une quatrième catégorie, le réchauffement canadien, est incluse en raison de sa structure et de son évolution unique et distinctive.
Majeure
Selon la Commission des sciences de l'atmosphère de l'Organisation météorologique mondiale : un réchauffement stratosphérique peut être considéré comme majeur si à une hauteur du géopotentiel de 10 hPa (soit 40 km environ) ou moins la température moyenne latitudinale augmente vers le pôle à partir de 60 degrés de latitude et qu'une inversion de circulation associée est observée et deviennent d'est. Une perturbation complète du vortex polaire est observée et le vortex sera soit divisé en tourbillons fils, soit déplacé de sa position normale au-dessus du pôle.
Mineure
Selon l'OMM, un réchauffement stratosphérique est appelé mineur si une augmentation de température significative est observée (c'est-à-dire au moins 25 degrés durant une période de semaine ou moins) à n'importe quel niveau stratosphérique dans n'importe quelle zone de l'hémisphère d'hiver. Le vortex polaire n'est alors pas décomposé et l'inversion du vent de l'ouest vers l'est est moins importante. Les réchauffements mineurs sont donc similaires aux réchauffements majeurs mais moins dramatiques : les vents d'ouest sont ralentis, mais ne pas inversés.
Finale
Le cycle radiatif dans la stratosphère signifie qu'en hiver le flux moyen est d'ouest et qu'en été, il est à d'est. Un réchauffement final se produit lors de cette transition entre les deux saisons, de sorte que les vents du vortex polaire changent de direction et ne reviennent pas d'ouest avant l'hiver suivant. La stratosphère reste dès lors dans sa phase estivale.
Canadien
Les réchauffements canadiens se produisent au début de l'hiver dans la stratosphère de l'hémisphère nord, généralement de la mi-novembre au début de décembre. Ils n'ont pas de contrepartie dans l'hémisphère sud.

## Causes
L'une des causes de ces grands réchauffements dans l'hémisphère nord est la génération d'ondes de Rossby de grande amplitude (nombre d'onde 1 ou 2) dans la troposphère sous-jacente par le relief et les contrastes de température entre la terre et les océans. Ces ondes remontent vers la stratosphère et s'y dissipent, ralentissant les vents et réchauffant l'Arctique à cette altitude.
À un moment donné, la circulation atmosphérique forme un blocage météorologique dans la troposphère. Cette configuration provoque des ondes de Rossby dans le ouest-est avec le nombre d'onde de 1 ou 2 avec des amplitudes inhabituellement grandes. L'onde croissante se propage dans la stratosphère et décélère les vents zonaux moyens. Ainsi, le courant-jet nocturne polaire s'affaiblit et devient simultanément déformé par les ondes planétaires croissantes. Si les ondes atmosphériques sont suffisamment fortes, le flux zonal moyen peut décélérer suffisamment pour que les vents d'ouest tournent vers l'est.
À ce stade, les ondes planétaires ne peuvent plus pénétrer dans la stratosphère. Par conséquent, un transfert ascendant d'énergie est complètement bloqué et une décélération vers l'est très rapide et le réchauffement polaire se produisent à ce niveau critique, qui doit ensuite descendre jusqu'à ce que le réchauffement et l'inversion zonale affectent toute la stratosphère polaire.
Il existe un lien entre les réchauffements stratosphériques soudains et l'oscillation quasi biennale (OQB) : lorsque l'OQB est dans sa phase d'est, la propagation de la structure atmosphérique est modifiée de telle manière que les ondes de Rossby se propagent vers le vortex polaire, intensifiant leur interaction avec le flux moyen. Ainsi, il existe un déséquilibre statistiquement significatif entre la fréquence des réchauffements stratosphériques soudains si ces événements sont regroupés selon la phase OQB (Est ou Ouest).